# 8101 Yasue
A 8101 Yasue (ideiglenes jelöléssel 1993 XK1) a Naprendszer kisbolygóövében található aszteroida. Kobajasi Takao fedezte fel 1993. december 15-én.